# آلب (راین هایرن)
آلب (به آلمانی: Alb) یک رود در آلمان است که در بادن-وورتمبرگ واقع شده‌است.